# NGC 6797
NGC 6797 је двојна звезда у сазвежђу Стрелац која се налази на NGC листи објеката дубоког неба.
Деклинација објекта је - 25° 39' 59" а ректасцензија 19h 29m 0,6s. Привидна величина (магнитуда) објекта NGC 6797 износи 12,7. NGC 6797 је још познат и под ознакама ESO 525-**10.